# Куччаго
Куччаго, Куччаґо (італ. Cucciago) — муніципалітет в Італії, у регіоні Ломбардія, провінція Комо.
Куччаго розташоване на відстані близько 510 км на північний захід від Рима, 31 км на північ від Мілана, 10 км на південь від Комо.
Населення — 3498 осіб (2014).

## Демографія
Населення за роками:

Станом на 1 січня 2023 року в муніципалітеті офіційно проживало 148 іноземців з 33 країн, серед них 42 громадяни країн Євросоюзу та 6 громадян України.

## Сусідні муніципалітети
- Канту
- Казнате-кон-Бернате
- Фіно-Морнаско
- Сенна-Комаско
- Вертемате-кон-Мінопріо